# Foreign Policy
Foreign Policy — американский журнал со штаб-квартирой в столице США. Тираж более ста тысяч экземпляров, выходит каждые два месяца (изначально выходил раз в квартал). Ежегодно публикует собственную версию списка ста мировых мыслителей (The FP Top 100 Global Thinkers).

## История
Журнал основан в 1970 году Самюэлем Хантингтоном, американским политологом, автором концепции «столкновения цивилизаций», и Уорреном Маншелем, американским дипломатом и инвестором, при поддержке Фонда Карнеги.
Идея выпускать журнал раз в два месяца (вместо раза в квартал) принадлежит редактору Моисею Наиму (1996—2010), под чьим руководством журнал выигрывал премии National Magazine Awards в 2003, 2007 и 2009 годах. Журнал затрагивает темы глобальной политики, экономики, мировой интеграции, политических идеологий и теории международных отношений. 29 сентября 2008 года The Washington Post Company объявила о приобретении прав на издание журнала у Фонд Карнеги за международный мир.
В начале 2006 года запущен блог Foreign Policy Passport, а 5 января 2009 года перезапущен сайт издания, который репозиционирован как «ежедневный сетевой журнал».

## Публикуемые рейтинги
Журнал публикует ежегодный Индекс глобализации и Рейтинг правительств-неудачников. В статьях Inside the Ivory Tower приводится ежегодный рейтинг вузов и факультетов международных отношений.